# 寶冠木
寶冠木（学名：Brownea grandiceps）為豆科寶冠木屬下的一種常綠喬木。原產於哥倫比亞，厄瓜多爾，秘魯和委內瑞拉的熱帶亞馬遜雨林裡。以其豔紅、碩大的花序聞名於世。非洲，亞洲和大洋洲的熱帶地區都有引入栽植，溫帶地區適宜溫室栽培。台灣於1960年代引入，至今仍屬希有，花期在三月。

## 名稱
寶冠木拉丁學名裡的屬名Brownea出自愛爾蘭醫師Patrick Browne(1720-1790)的姓氏，為表彰他在植物學方面的貢獻。種小名則由拉丁文grandis/大以及
caput/頭所衍生出的綴詞ceps締造而成，直白點出寶冠木的最大特徵。中文命名寶冠亦為貼切，懸掛於枝頭、碩大豔麗、半球形的花序容易讓人聯想到一頂華麗的冠冕。至於俗名，西方語言裡最通用的應屬委內瑞拉的玫瑰。中文方面則有球花樹、繡球樹、大頭寶冠等等。

## 特徵
寶冠木屬於生長緩慢的物種。一般描述為中型喬木，高可達10公尺，如依據Kewscience相關資料，寶冠木高度可達20公尺。枝幹皮層粗糙，具明顯縱向裂紋，老幹樹皮呈縱裂斑駁狀。葉對生，光滑無毛，屬偶數羽狀複葉。小葉約12對左右，長橢圓形，具尾狀葉尖/滴水葉尖（熱帶雨林植物典型特徵）。成熟葉長約20-30公分。寶冠木不僅花色出眾，其幼葉基於自身保護在成長過程中二度變色的型態也是寶冠木另一引人注目好奇的特徵。

### 花
寶冠花頂生，總狀花序，盛開時近於球形，直徑可達20公分。花序由許多小花-多時可達約50朵-密集簇生，由於重量不輕，總是垂懸向下綻放。小花生命僅約4天，但花序上的小花為逐漸展現，因此一個花序的生命可達數週。花色豔麗，由橘紅到深紅。花朵不具香氣，但會分泌大量花蜜，以吸引蜂鳥使花朵授粉。

### 幼葉
寶冠木葉芽初生時以近於黑色的墨綠色作為保護色，如枯葉般垂懸於枝頭，之後隨著葉片的成長會先轉為粉紅色，再轉為綠色。之間過程是為保護發育尚未完全的葉綠體，避免太陽的輻射線將其破壞。

## 繁衍
寶冠木可藉由種子或扞插繁殖，由於種子只具短期發芽力（收成後一至三週）應盡快入土。

## 用途
寶冠木乾燥花曾用於治療痢疾，樹皮則曾用於減少出血和幫助血液凝結，也曾被厄瓜多和哥倫比亞亞馬遜地區的土著部落用作避孕藥物，但在熱帶地區仍是將寶冠木做為觀賞植物而栽植。

## 圖示

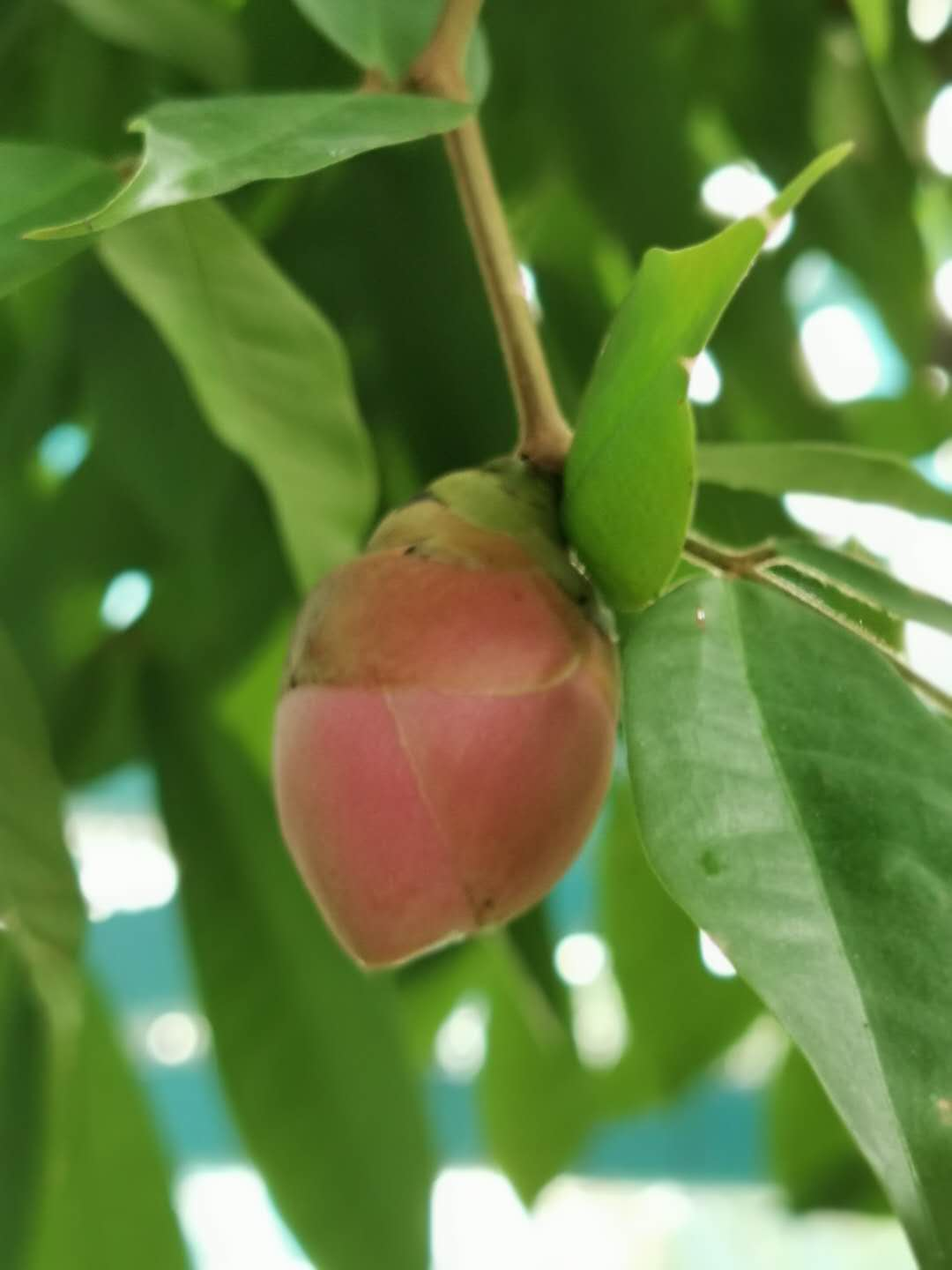
花苞
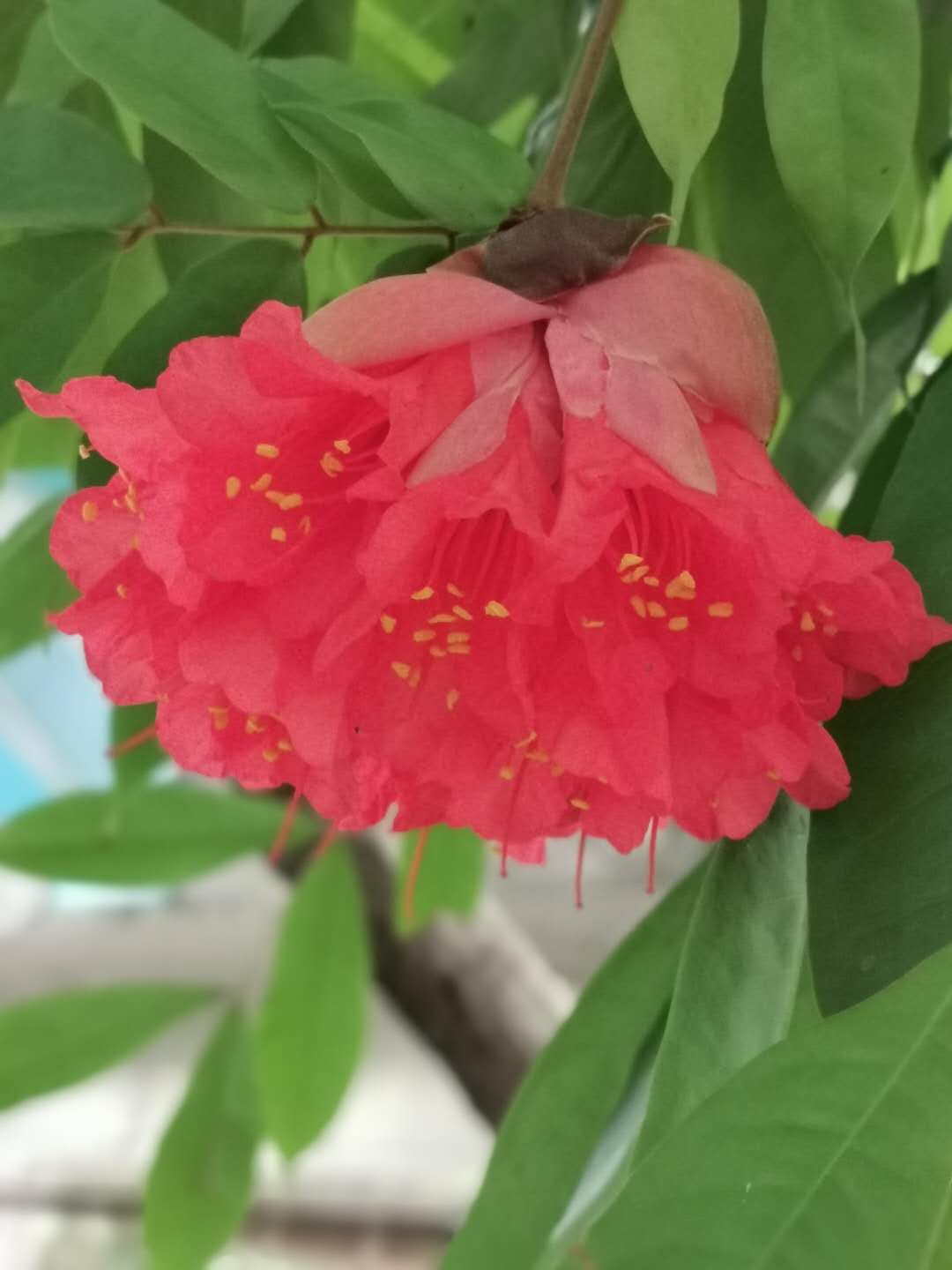
初開
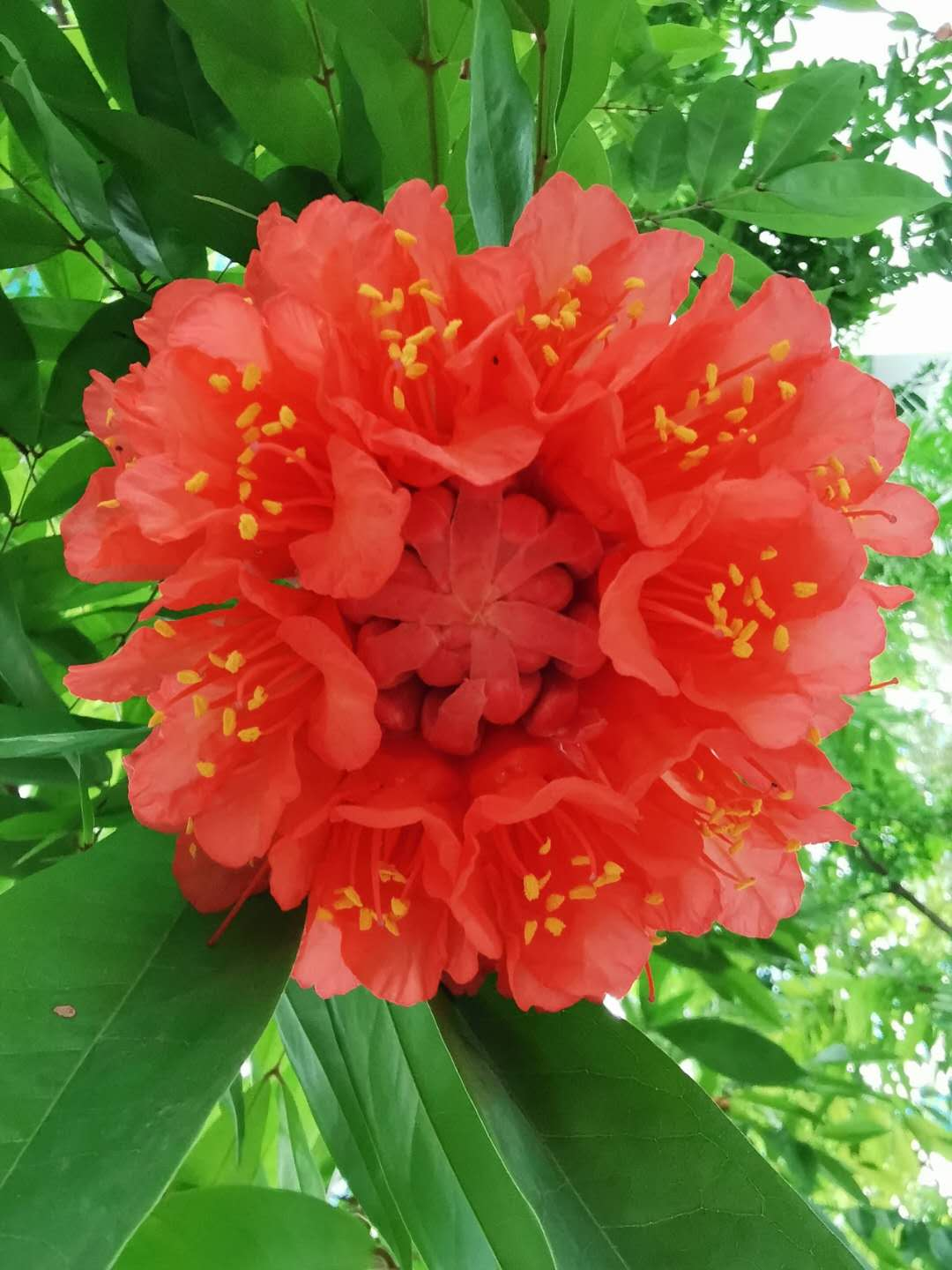
小花由外向內開放
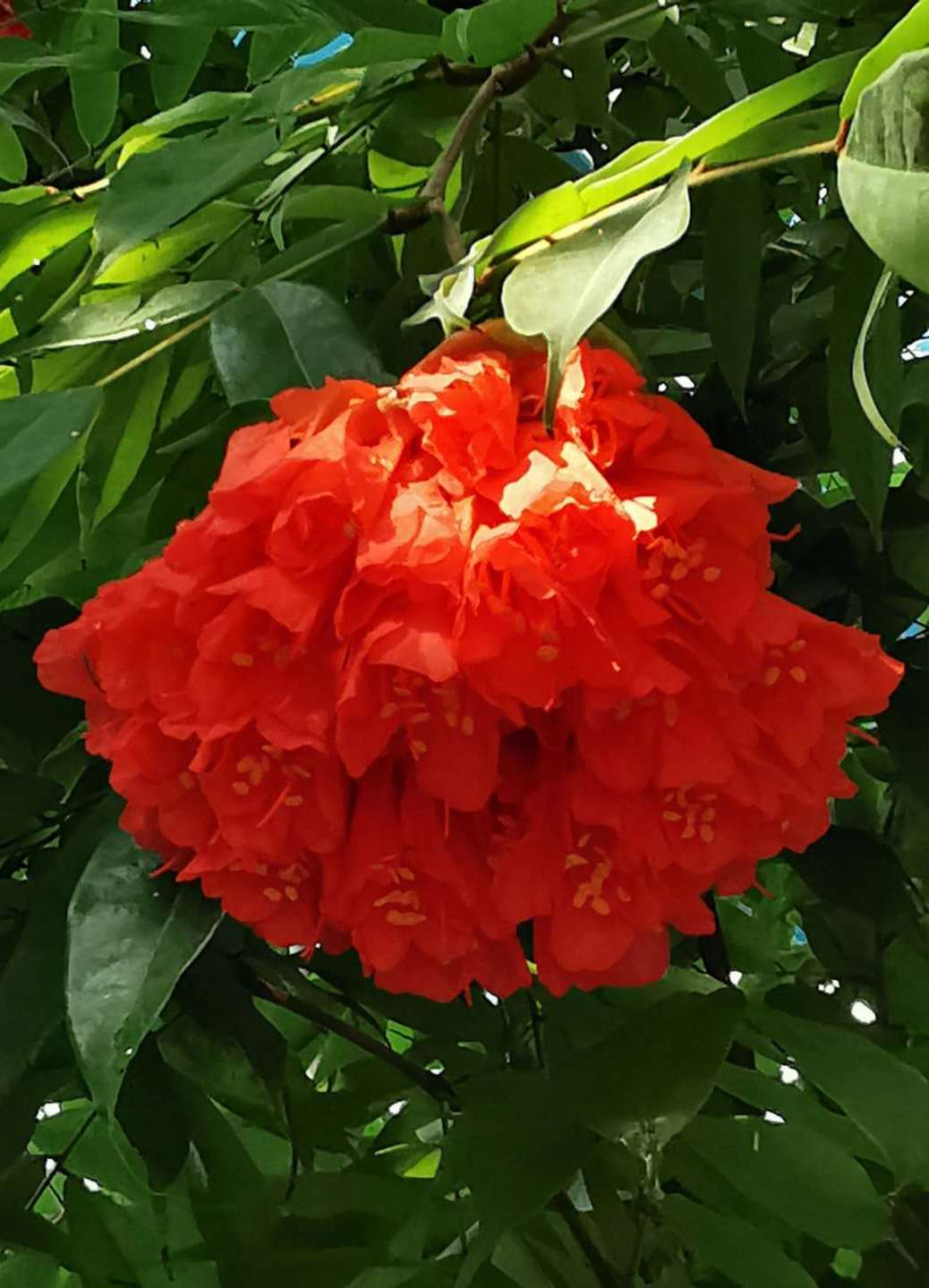
小花已經陸續展開
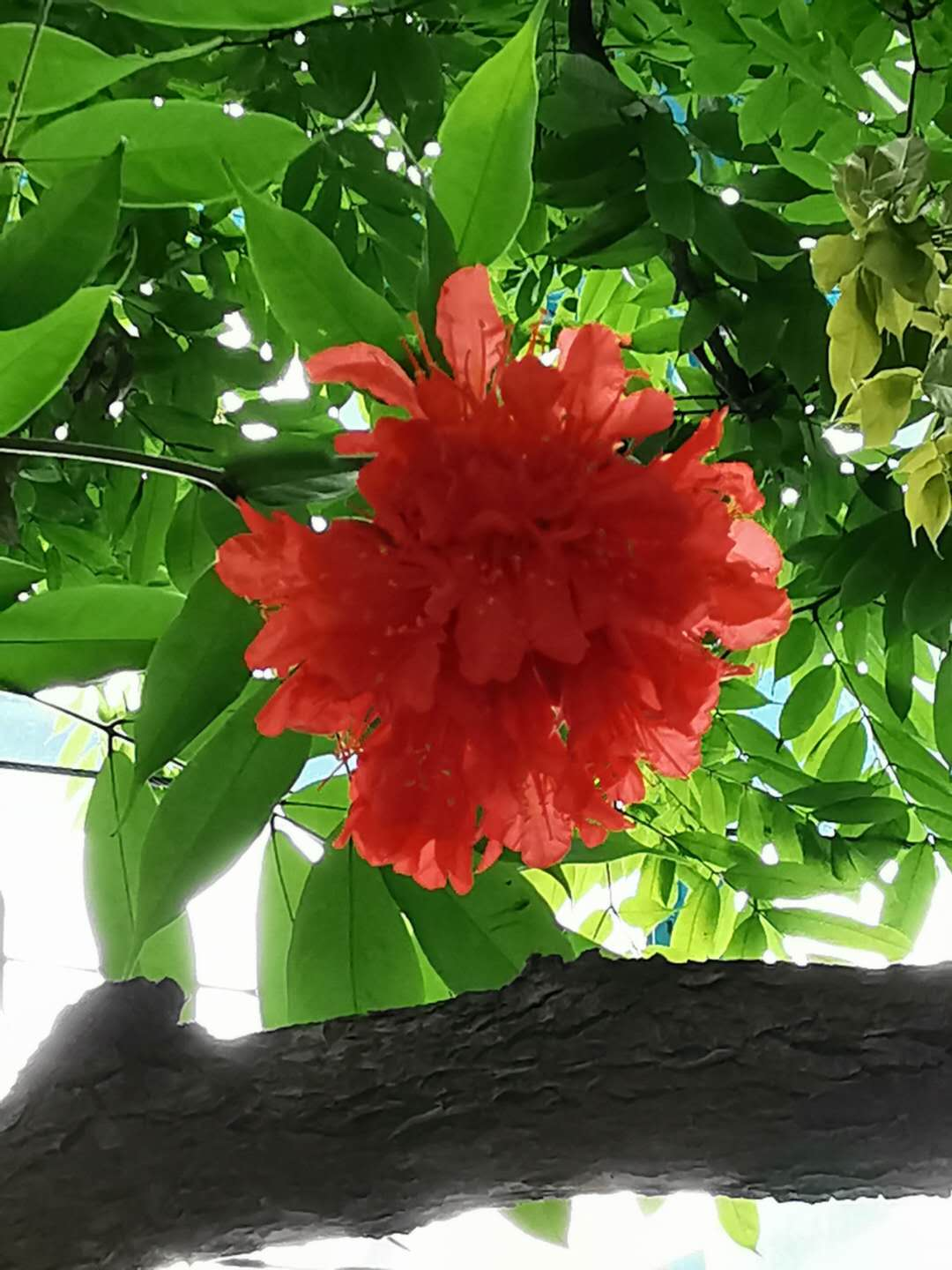
盛開後依然美麗
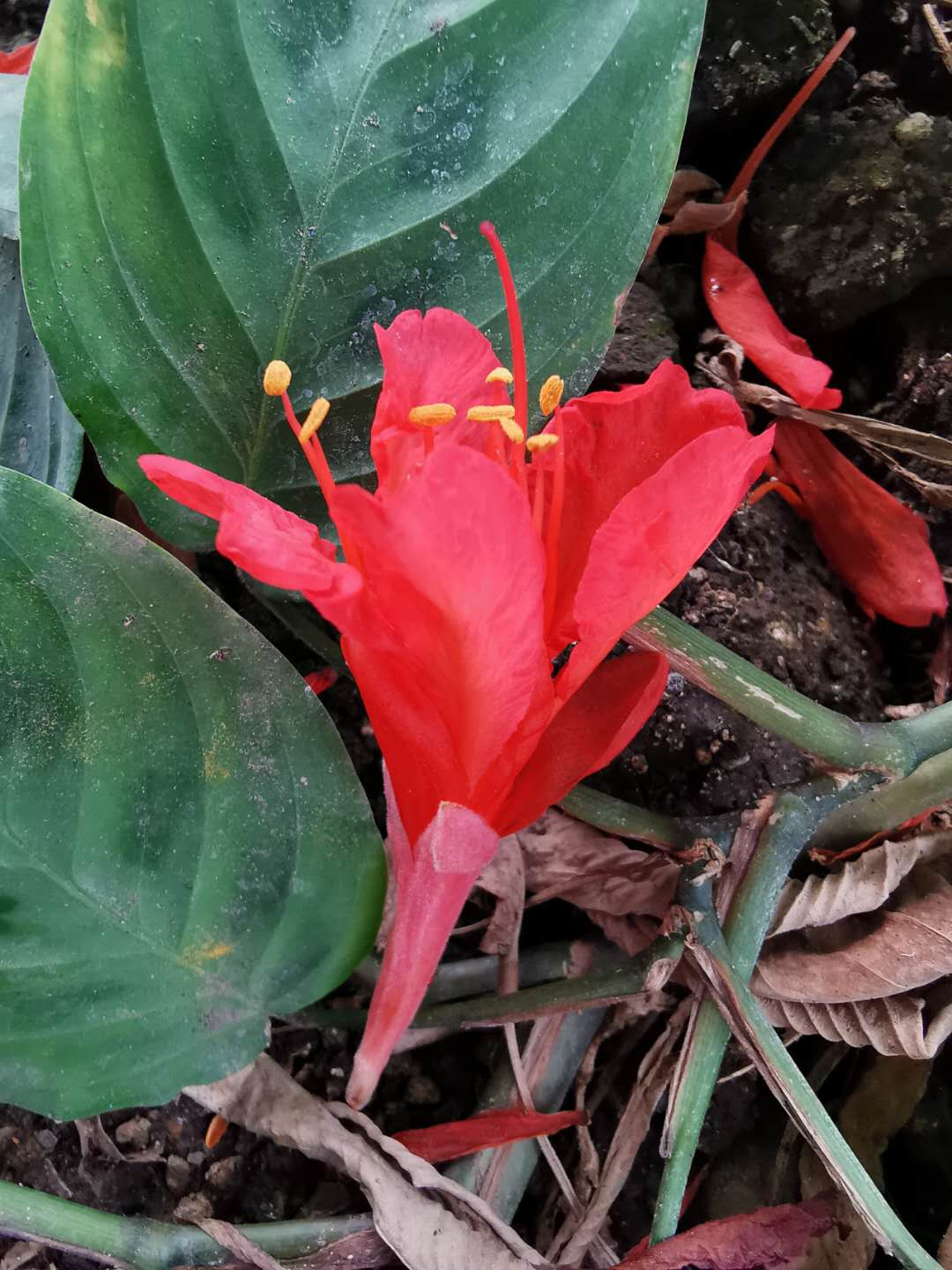
小花結構
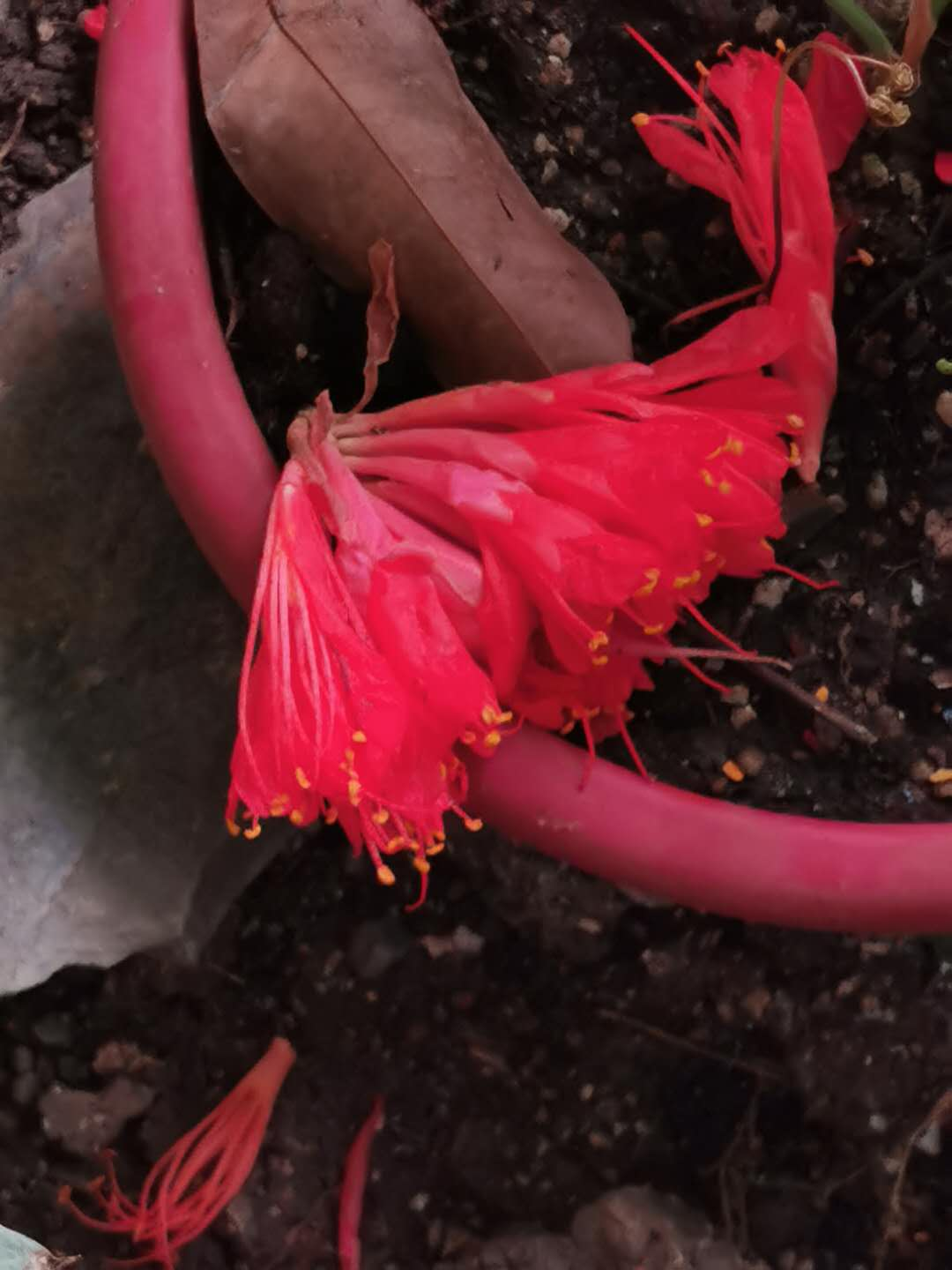
落花
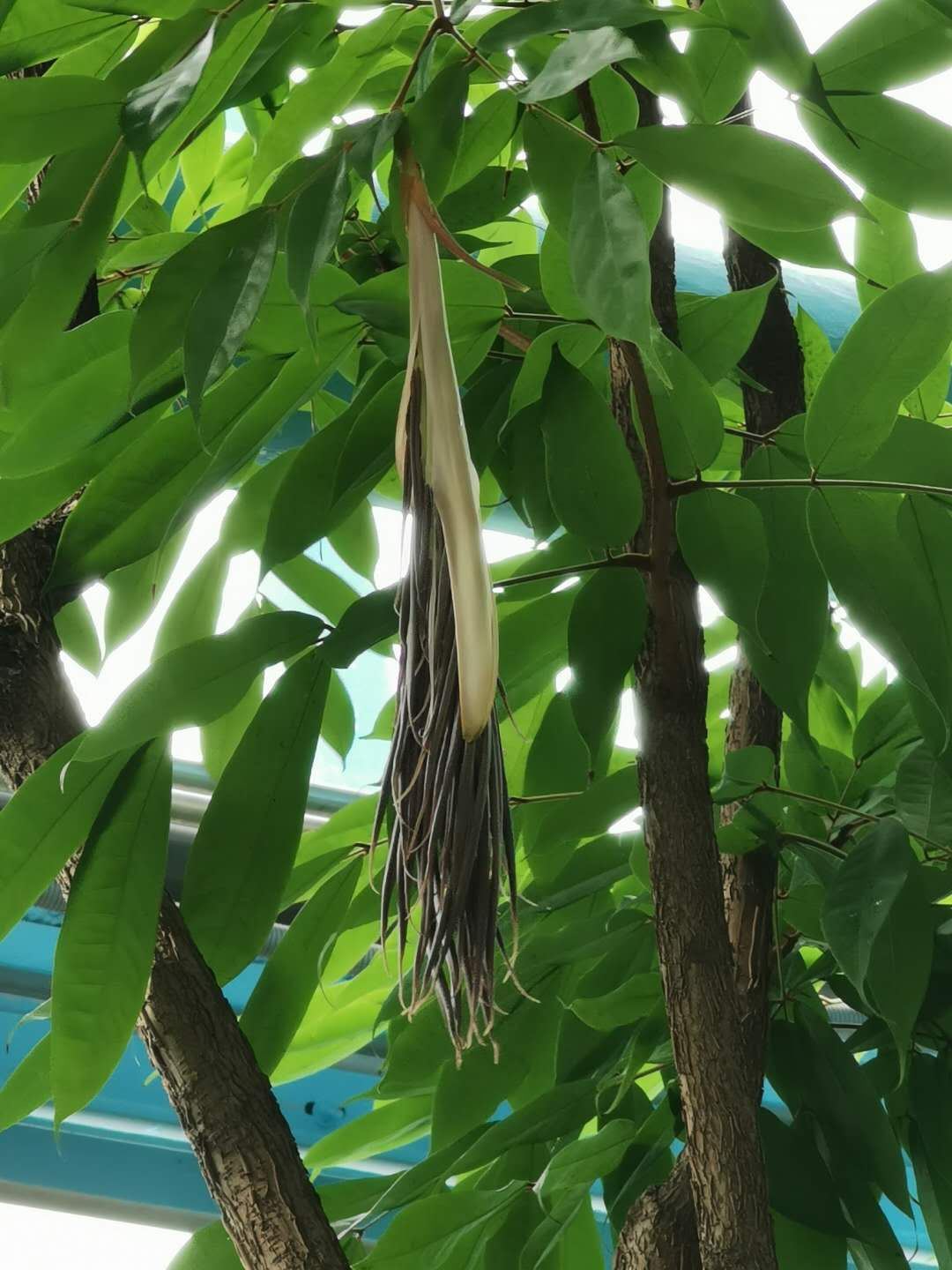
幼葉的保護色
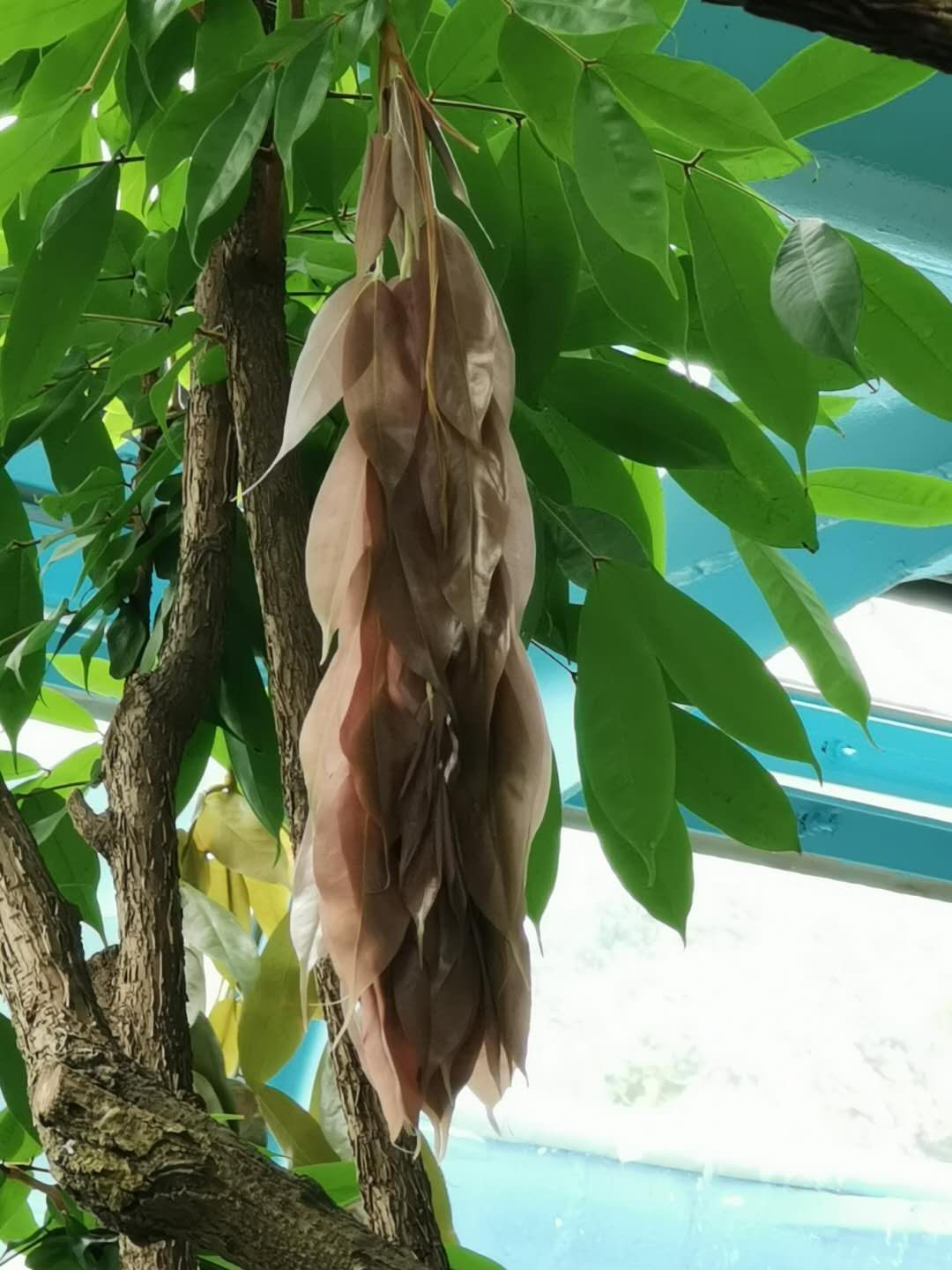
幼葉變色中
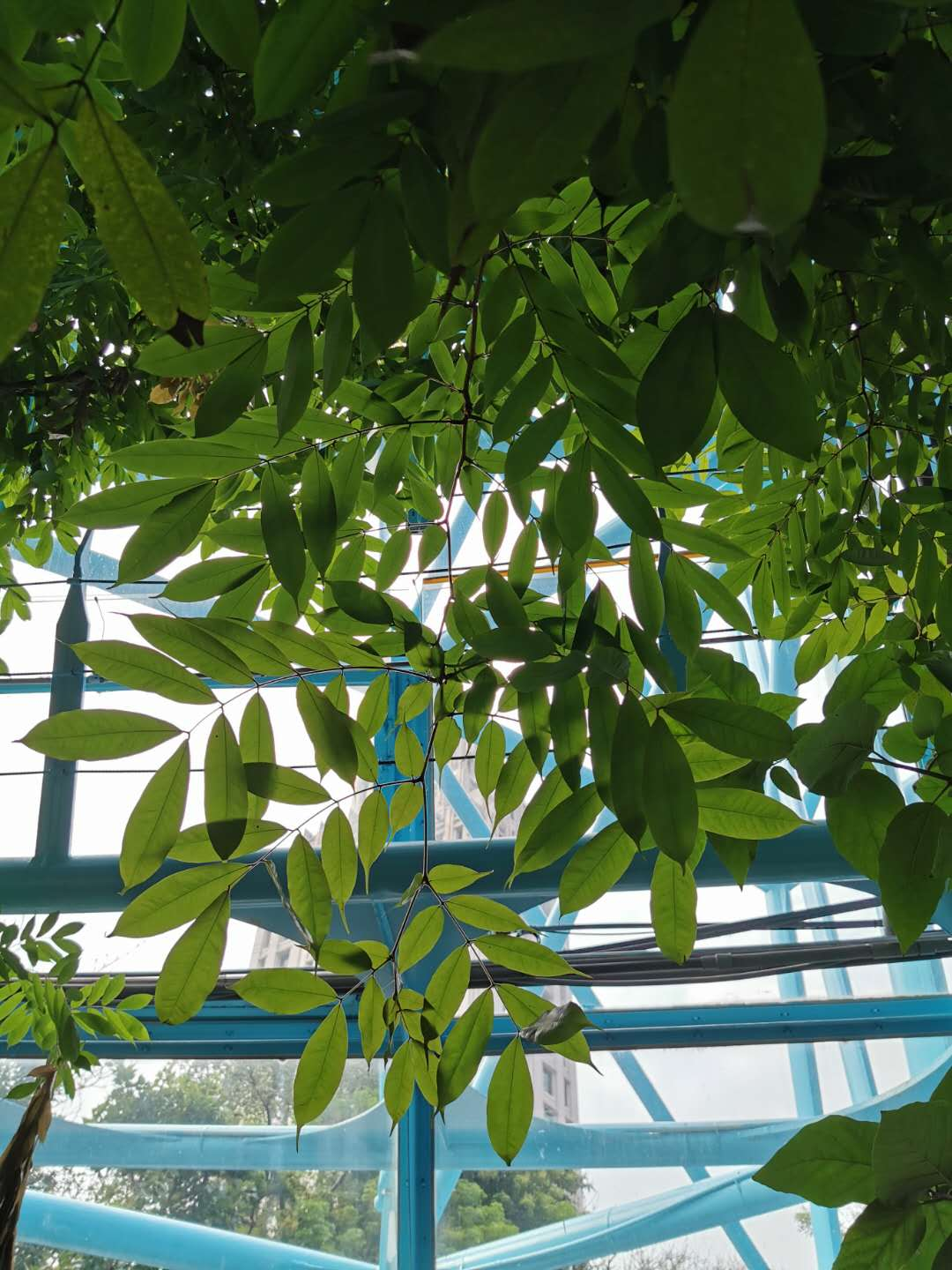
偶數羽狀複葉與滴水葉尖
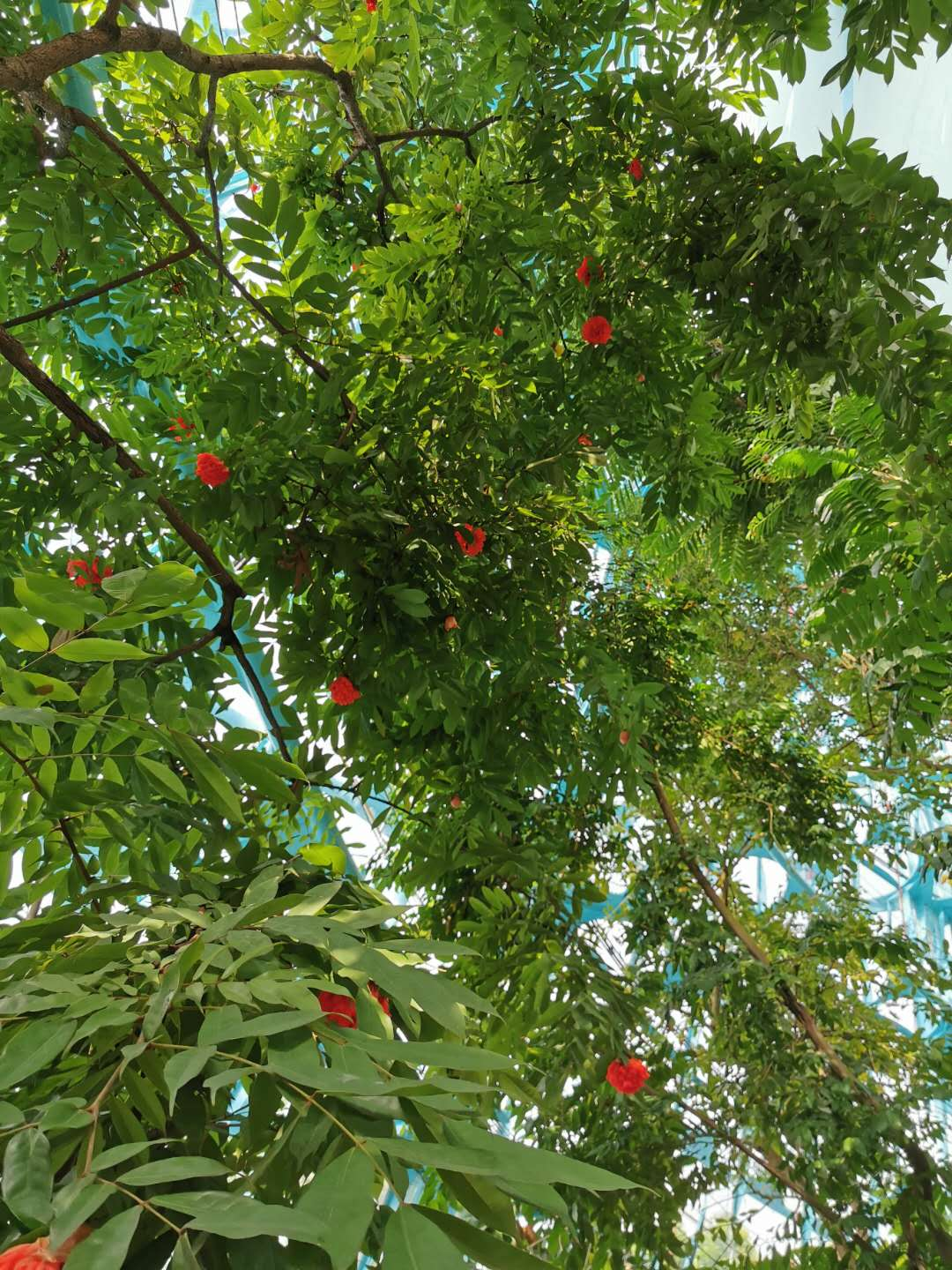
植株局部
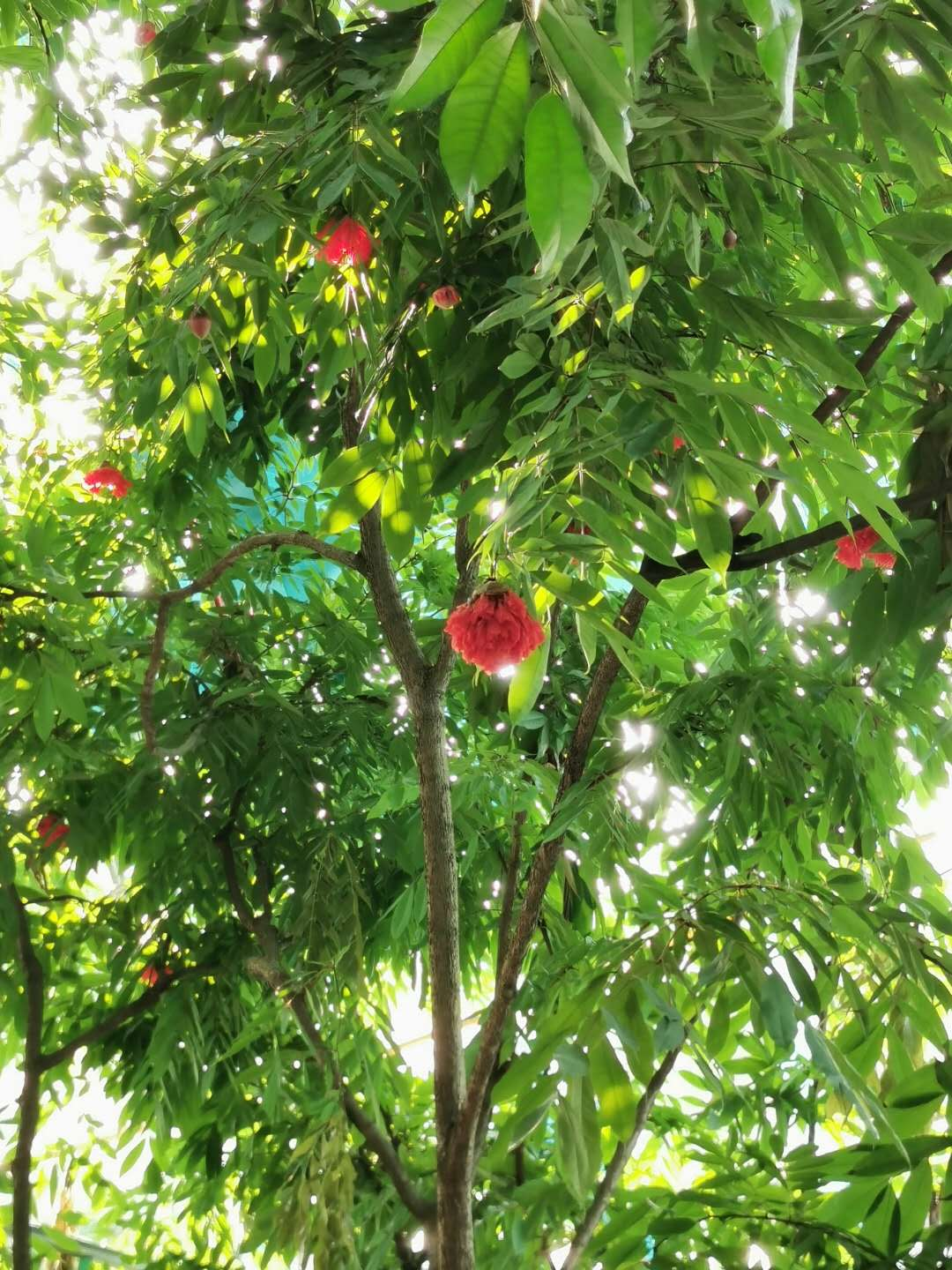
植株局部

### 引用
1. 1 2  . （原始内容存档于2020-07-20）.
2. 1 2 3 4  . （原始内容存档于2017-05-09）.
3. ↑  . （原始内容存档于2020-02-02）.
4. ↑  . （原始内容存档于2016-11-15）.

### 來源
- （英语）.
- .   [2020-03-15]. （原始内容存档于2017-05-09） （英语）.
- .   [2020-03-15]. （原始内容存档于2020-07-20） （法语）.
- .   [2020-03-15]. （原始内容存档于2020-02-02） （中文）.
- .   [2020-03-15]. （原始内容存档于2016-11-15） （中文）.

## 延伸閱讀
- 维基共享资源上的相關多媒體資源：寶冠木